# Euxoa anatolica
Euxoa anatolica là một loài bướm đêm trong họ Noctuidae.